# 葡萄牙共产主义青年

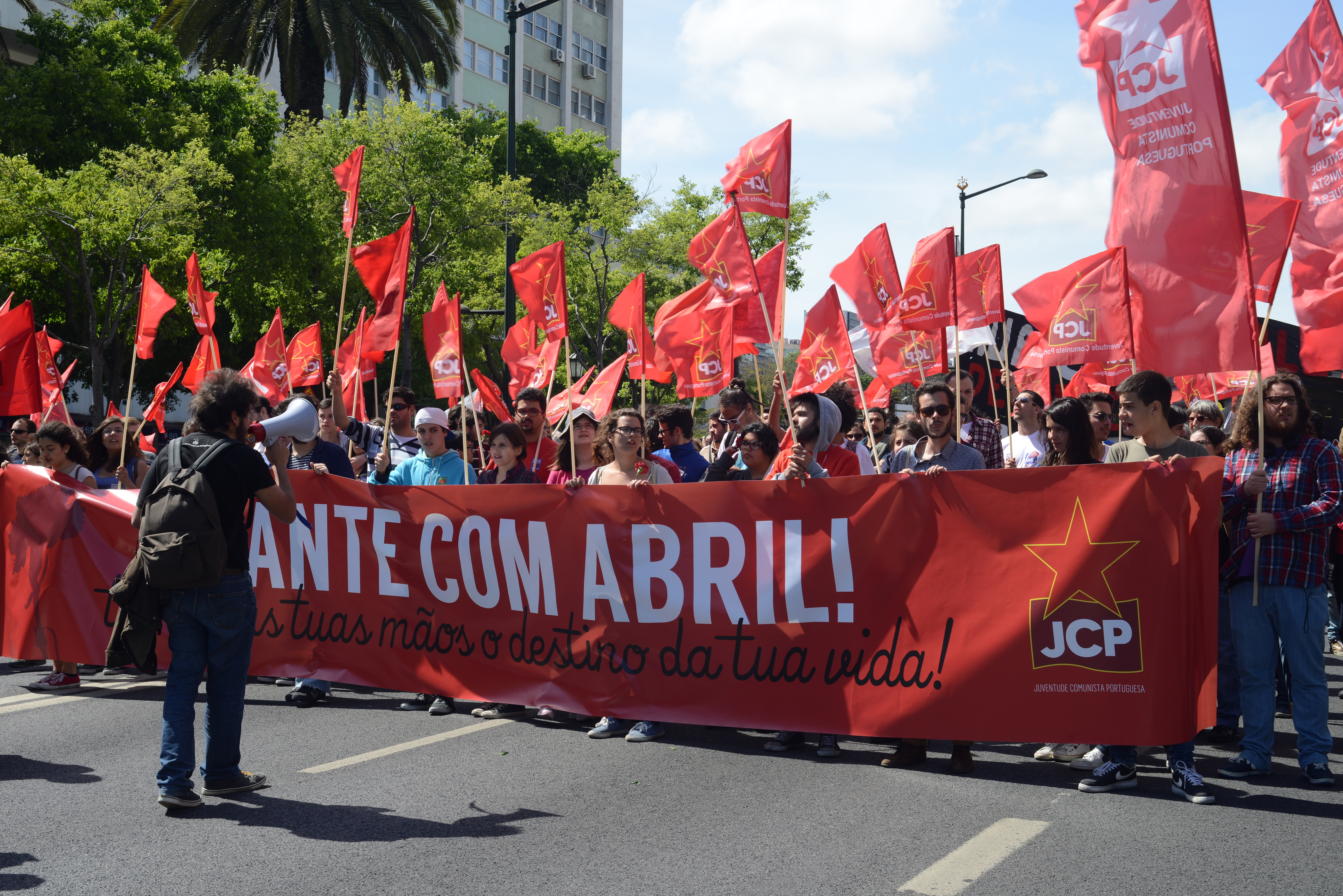
2014年4月，葡萄牙共产主义青年成员在里斯本参加示威游行

葡萄牙共产主义青年（葡萄牙語：Juventude Comunista Portuguesa，缩写为JCP）是葡萄牙共产党的青年翼，成立于1979年11月19日，由青年共产主义联盟和共产主义学生联盟合并而成。该组织曾派代表参加欧洲共产主义青年组织会议。